# 元町天主堂

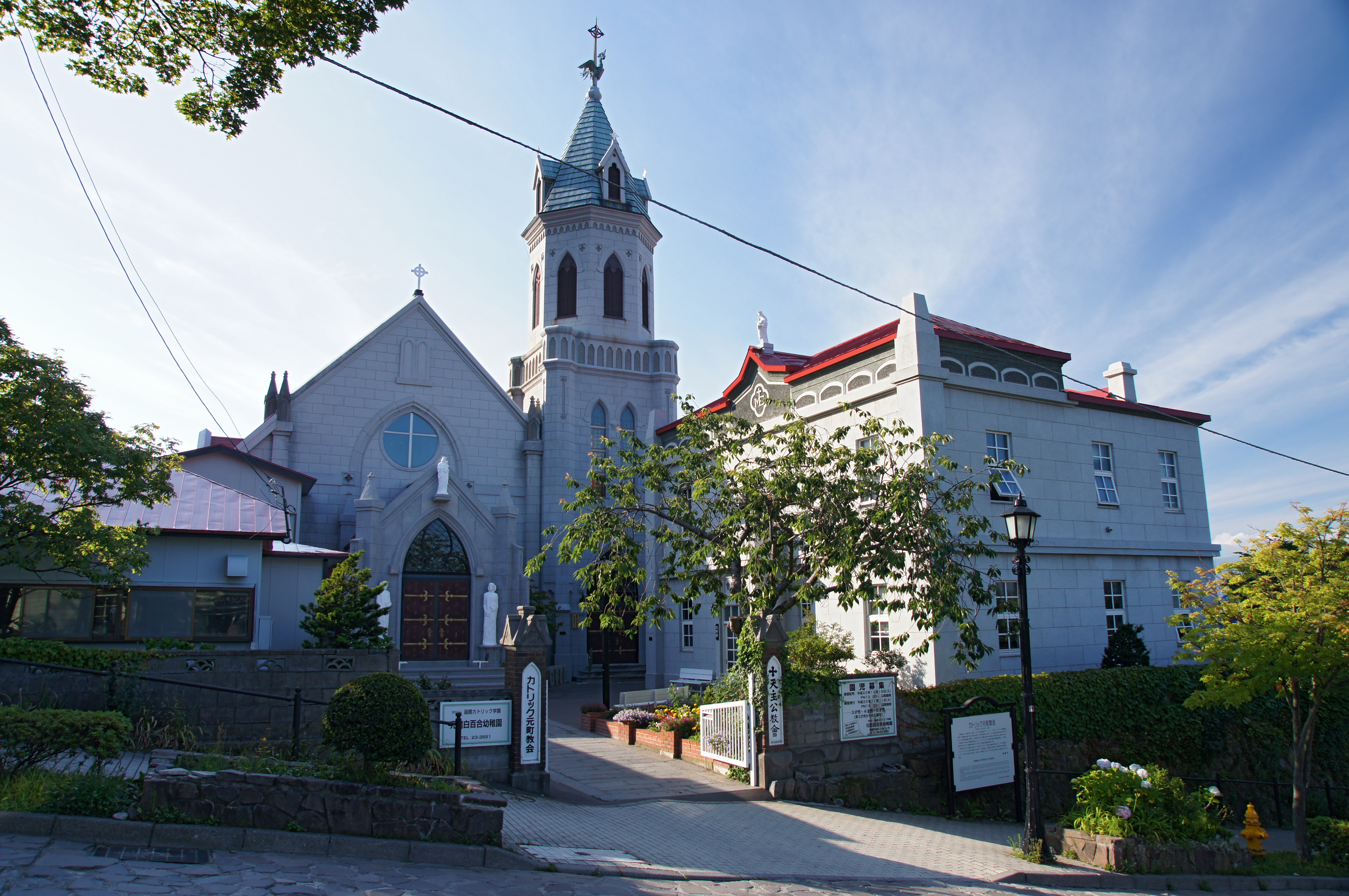
正門側

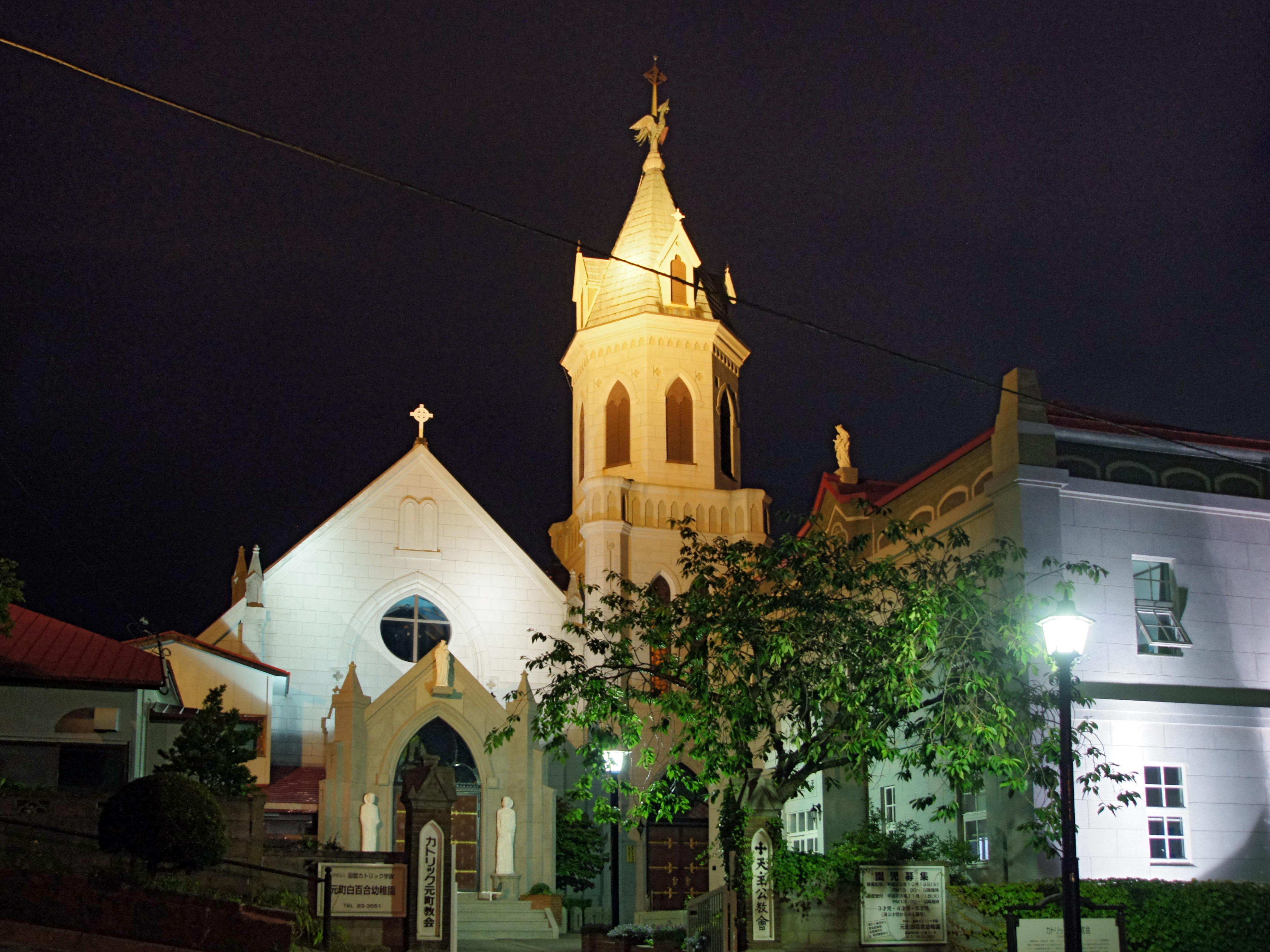
夜景

元町天主堂（カトリック元町教会）是罗马天主教札幌教区的一座教堂，位于日本北海道函館市西部地区的元町。

## 历史
巴黎外方传教会神父于安政6年（1859年）创设临时教堂，1907年毁于火灾，明治43年（1910年）重建。1921年又毁于大火，目前的建筑建于大正13年（1924年），哥特式钟楼高33米。

## 周邊
- 函館正教會
- 元町公園
- 旧函館区公会堂